# Révolution verte en Thaïlande
 (janvier 2008).
Si vous disposez d'ouvrages ou d'articles de référence ou si vous connaissez des sites web de qualité traitant du thème abordé ici, merci de compléter l'article en donnant les références utiles à sa vérifiabilité et en les liant à la section « Notes et références ».
 (décembre 2010).

La Révolution verte en Thaïlande est une période de forte augmentation de la production agricole grâce à une modernisation des techniques. 

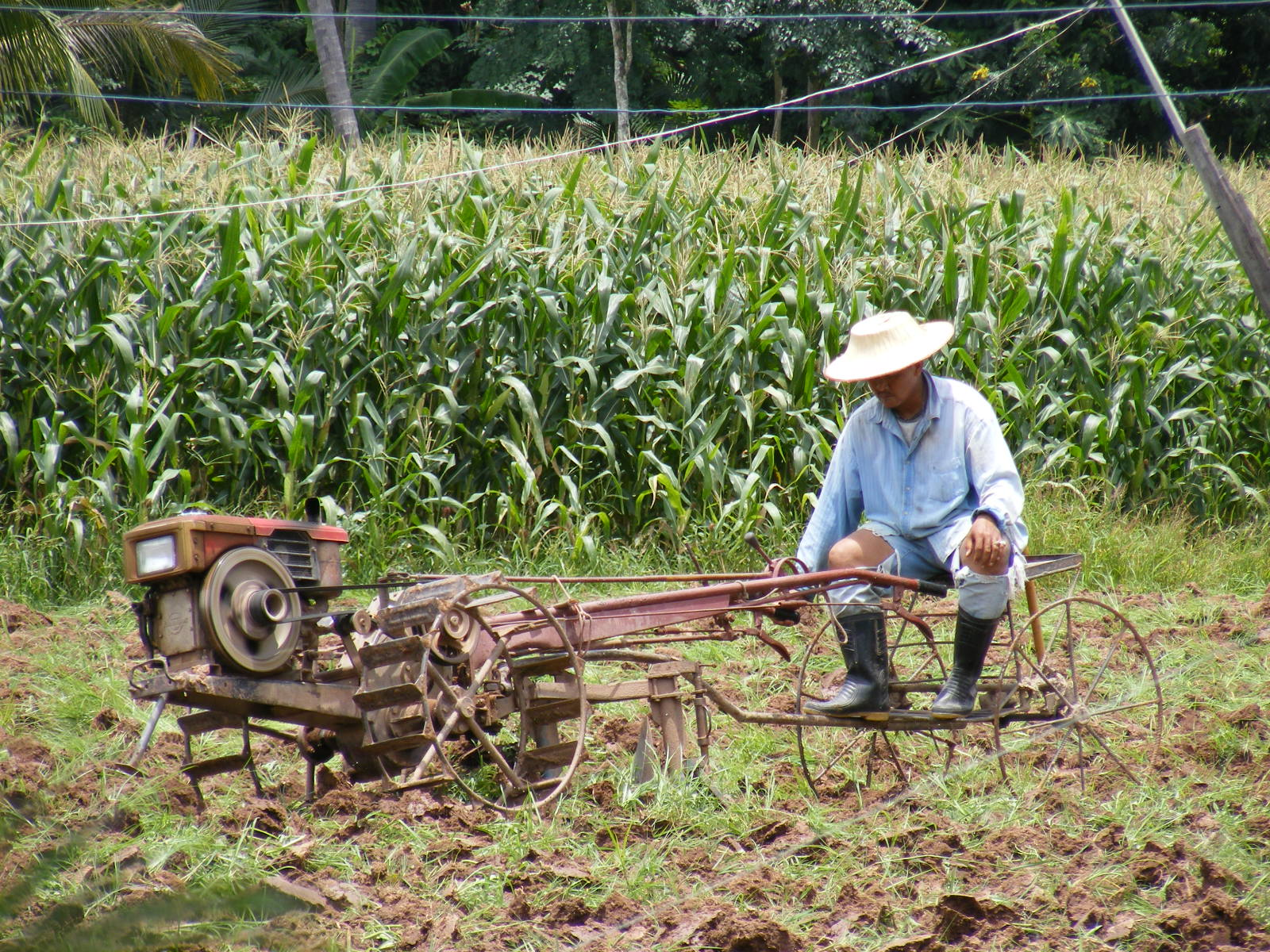
Labourage d'une rizière (Province d'Uttaradit, 2009). L'homme est coiffé d'un ngob.

En quelques décennies[Lesquelles ?], la population thaïlandaise a augmenté de 35 %. Un défi alimentaire s’est alors posé et pour y répondre la Thaïlande a réalisé une « Révolution verte ». Cette modernisation de l’agriculture a donné des résultats spectaculaires, mais présente aussi des limites.

## Facteurs
La Révolution verte est une modernisation et une intensification de l’agriculture, mettant en œuvre des techniques nouvelles, qui aboutissent à une croissance des productions. En Thaïlande, cette croissance des productions a été rendue possible grâce à plusieurs facteurs :
- l’augmentation des surfaces irriguées, passées de 3 millions d’hectares entre 1979 et 1981, à 4,9 millions en 2002, soit une augmentation de 63 %
- l’augmentation de l’utilisation d’engrais, passée de 18 kilos par hectare entre 1979 et 1981, à 184 kilos par hectare en 2013, soit une multiplication par 10 environ[1], même si la consommation d'engrais est redescendue à 161 kilos par hectare en 2016
- la mécanisation : il y avait 1,1 tracteurs pour 1 000 hectares entre 1979 et 1981, et en 2002 il y en avait 13,9 pour 1 000 hectares, soit une augmentation de 1164 %

En plus de ces facteurs, trouvés dans les documents fournis[Lesquels ?], on peut supposer que les agriculteurs utilisent des OGM (Organismes Génétiquement modifiés), permettant un meilleur rendement, et des pesticides.

## Résultats
Cette Révolution verte a abouti à une amélioration globale de la situation alimentaire en Thaïlande. Grâce à l’accroissement de la production agricole, la population mange plus, les disponibilités alimentaires par habitant ont augmenté, passant de 2 260 kilocalories par jour et par habitant (entre 1979 et 1981) à 2 450 kilocalories en 2002, mais on reste toujours en dessous de la ration calorique journalière de 2 500 kilocalories nécessaire pour vivre correctement d’après la FAO (lutte contre la faim dans le monde). La Thaïlande est presque autosuffisante aujourd’hui[Quand ?].

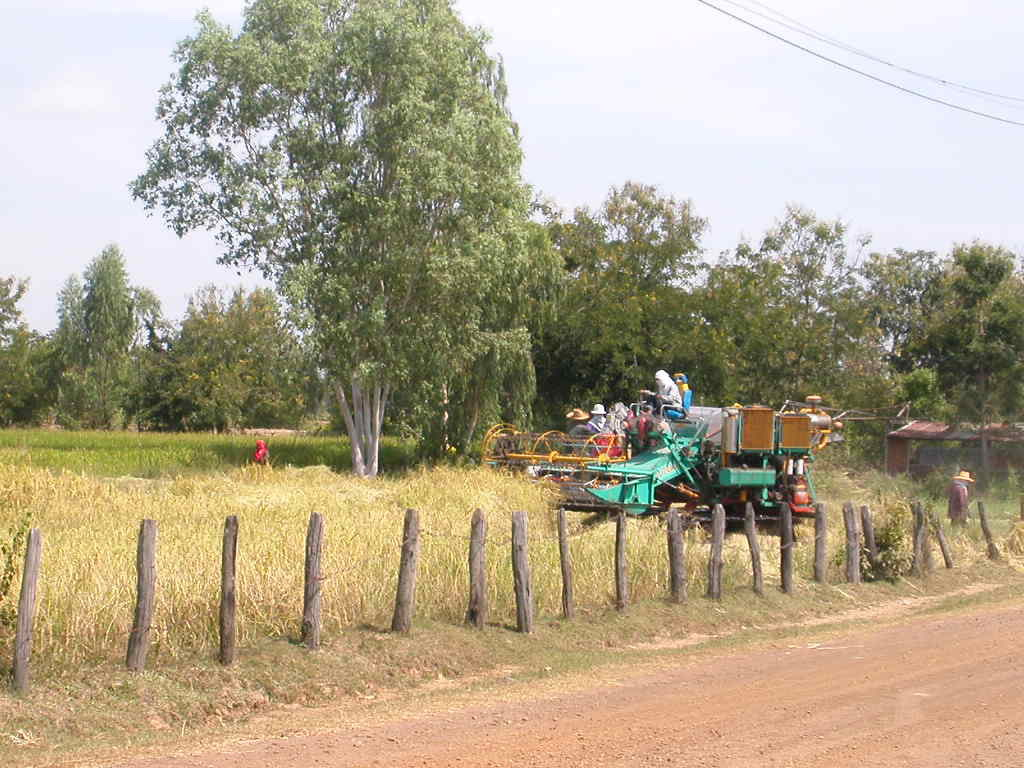
Récolte du riz (2004)

À l’origine, le but de la Révolution Verte, en Thaïlande, était de nourrir la population, mais aujourd’hui qu’elle produit des excédents, et grâce à un climat favorable, elle stocke et exporte certaines denrées dans le monde entier. La Thaïlande, en exportant un tiers du riz qu’elle produit (6,9 millions de tonnes en [Quand ?]), est le premier exportateur mondial ; elle est aussi le plus gros exportateur de caoutchouc et d’ananas en boîte.

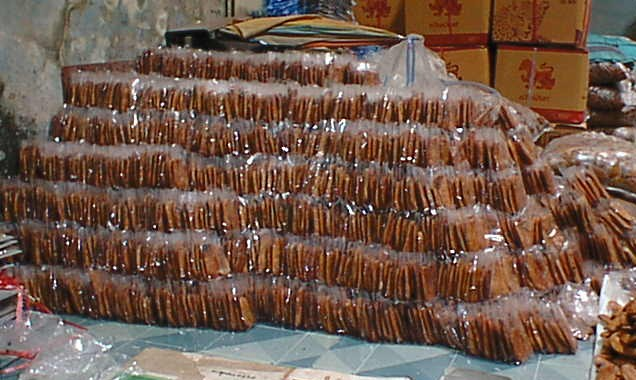
Bananes séchées (Province de Phitsanulok, 2007)

L’intensification de la production a aussi permis l’intégration progressive de la Thaïlande dans un système agro-alimentaire (ensemble des systèmes de production et de transformation mis à la chaîne pour former à partir d'un élément cultivé, un produit fini vendu à grande échelle). En effet, de plus en plus de plantations possèdent leurs propres entrepôts et leurs propres usines de conditionnement : les agriculteurs produisent une denrée, la récoltent, la transforment et la conditionnent puis l’exportent vers l’étranger ; on peut citer l’exemple du sucre raffiné ou des ananas en boîte.

## Limites
Mais cette Révolution Verte a aussi de nombreuses limites. Tout le territoire Thaïlandais n’a pas été touché de la même manière : l’espace agricole est marqué par de fortes inégalités. Le centre et le sud du pays sont les principaux bénéficiaires de cette modernisation de l’agriculture : ces deux régions pratiquent une agriculture intensive (système agricole cherchant à maximiser la production par rapport à la main d'œuvre, au sol, au matériel agricole…), de plus les régions du sud pratiquent une agriculture commerciale (cultures intégrées aux réseaux commerciaux et aux industries agro-alimentaires, où l’on ne produit pas pour se nourrir mais pour vendre et exporter vers les pays riches..) d’hévéa, de palmiers à huile, d’arbres fruitiers qui seront exportés…  Par contre le nord et le nord-est n’ont quasiment pas profité de la Révolution Verte : la majorité des agriculteurs de ces régions pratiquent toujours une agriculture extensive (système agricole pratiqué sur de vastes étendues, qui se caractérise par des rendements à l'hectare relativement faibles) et pour la plupart vivrière (agriculture dont l’agriculteur consomme l’essentiel de la production) bien que certains régions se tournent, petit à petit, l’exportation et se diversifient.
On peut supposer que la révolution verte n’a pas touché toutes les classes d’agriculteurs : elle a bien plus profité aux grosses exploitations qu’aux petites. En outre, une seule production a surtout bénéficié de la révolution verte : le riz. On peut donc penser qu’un problème de malnutrition doit se poser, puisque les Thaïlandais doivent consommer principalement du riz, bon marché puisqu'en abondance, et très peu de protéines animales.
Mais la principale limite de cette intensification de l’agriculture sont les problèmes environnementaux qu’elle entraine : les terres sont épuisées, surexploitées, fragilisées, et à la moindre pluie (mousson) elle peut être emportée[Information douteuse] ; l’eau est polluée par les produits chimiques (engrais, pesticides…) ; les nappes phréatiques sont surexploitées et baissent sans se remplir de nouveau d’eau pure, et à proximité de la mer de l’eau salée remplace l’eau douce entrainant la salinisation de la terre qui devient alors infertile ;  la biodiversité est en danger. Sur plus de la moitié des échantillons testés les produits alimentaires présentent des taux de résidus supérieurs à la limite autorisée.

## Perspectives
Pour répondre à ces problématiques l'agriculture biologique se développe dans ce pays mais ne compte encore qu'une part marginale des surfaces cultivées. La demande de produits biologiques vient essentiellement des expatriés occidentaux ou de la classe aisée. Mais des fermes urbaines de maraîchage biologique ont vu le jour pour sensibiliser le grand public. Et des pratiques ancestrales sont expérimentées à grande échelle comme l'élevage de canards pour désinsectiser et fertiliser les parcelles. En 2019 trois pesticides sont interdits d'utilisation : le glyphosate, le chlorpyrifos et le paraquat. Le gouvernement affiche un programme ambitieux pour que l'agriculture thaïlandaise devienne "la cuisine du monde" en augmentant sa valeur ajoutée.